# 金田博夫
金田 博夫（かねだ ひろお、1935年2月25日 - ）は、日本の経営者。サンスター社長を務めた。

## 経歴
大阪府出身。金田邦夫の長男。1957年に慶應義塾大学法学部を卒業し、同年にサンスター歯磨(のちのサンスター)に入社。1961年に取締役に就任し、1962年10月に専務、1968年7月に副社長を経て、1969年7月に社長に就任。2003年6月に会長に就任。
2007年11月に旭日小綬章を受章。